# Stadion am Bruchweg
Stadion am Bruchweg é um estádio de futebol na cidade de Mogúncia no estado alemão de Renânia-Palatinado, tendo como clube mandante o Mainz 05, dono e administrador do estádio. Inaugurado em 1929, após a desmontagem das arquibancadas Molitor, em Junho de 2011, o estádio passou a ter capacidade para 18.000 espectadores. 
Em 2010 o Mainz 05 deixou o estádio para  jogar na nova Coface Arena.